# عنکبوت‌های گریزان
عنکبوت‌های گریزان (نام علمی: Cycloctenidae) نام یک تیره از راسته عنکبوت است.